# Mackenzie River
Mackenzie River (Slavey: Deh-Cho, big river or Inuvialuktun (canadiske inuitters sprog): Kuukpak, great river) er det største og længste flodsystem i Canada, og overgås  i Nordamerika kun af Mississippi River-systemet. Den strømmer gennem en stor, isoleret region af skov og tundra, i landets  Northwest Territories, selv om mange tilløb ligger i andre af Canadas provinser og territorier. Flodens hovedstrøm løber 1.738 kilometer i nordlig retning til det Arktiske Ocean. Mackenzie Rivers afvandingsområde er med 1.805.200 km² næsten på størrelse med Indonesien. Det er den største flod der løber ud i Arktis fra Nord Amerika, og er med sine tilløb blandt (nummer 13) verdens længste floderFj.

## Udspring og løb
Mackenzie River løber ud af den sumpede vestlige ende af Great Slave Lake, og løber hovedsageligt mod vest-nordvest omkring 300 km, passerer landsbyen Fort Providence. Ved Fort Simpson løber den sammen med Liard River, den største tilløb, og svinger så mod Arktis, parallelt med Franklin Mountains hvor den modtager  North Nahanni River. Keele River løber til fra venstre og 100 km oven for Tulita, løber Great Bear River i  Mackenzie. Kort før den krydser Polarcirklen, passerer floden  Norman Wells, og fortsætter mod nordvest for at løbe sammen med floderne Arctic Red og Peel rivers. Til sidst løber den ud i Beauforthavet, der er en del af det Arktiske Ocean, gennem det udstrakte Mackenzie Delta.
Det meste af Mackenzie River er en bred, langsomt løbende flod; den falder kun 156 meter fra udspring til udløb.

## Historie
Mackenzie  River er opkaldt efter den skotske opdagelsesrejsende Alexander Mackenzie, som rejste af floden i håb om at nå frem til Stillehavet, men i stedet nåede han det Arktiske Hav 14. juli 1789. Ingen europæer nåede udmundingen igen før Sir John Franklin 16. august 1825. Det følgende år fulgte han kysten mod vest, indtil han blev stoppet af isen, mens John Richardson fulgte kysten mod øst til  Coppermine River. I 1849 nåede William Pullen frem til Mackenzie River fra Beringstrædet.

## Bifloder

### Største
| Biflod              | Længde | Længde | Afvandingsområde | Afvandingsområde | Vandmængde | Vandmængde |
| ------------------- | ------ | ------ | ---------------- | ---------------- | ---------- | ---------- |
|                     | km     | mi     | km2              | sq mi            | m3/s       | cu ft/s    |
| Liard River         | 1.115  | 693    | 277.100          | 106.989          | 2.434      | 85.960     |
| North Nahanni River | 200    | 124    |                  |                  |            |            |
| Root River          | 220    | 138    |                  |                  |            |            |
| Redstone River      | 289    | 180    | 16.400           | 6.332            | 417        | 14.726     |
| Keele River         | 410    | 255    | 19.000           | 7.340            | 600        | 21.200     |
| Great Bear River    | 113    | 70     | 156.500          | 60.425           | 528        | 18.646     |
| Mountain River      | 370    | 230    | 13.500           | 5.212            | 123        | 4.344      |
| Arctic Red River    | 500    | 311    | 22.000           | 8.494            | 161        | 5.690      |
| Peel River          | 580    | 360    | 28.400           | 10.965           | 689        | 24.332     |

### Fuld liste
| Flod                        | Koordinater                                     |
| --------------------------- | ----------------------------------------------- |
| Great Slave Lake            | 61°12′00″N 116°40′56″V / 61.19994°N 116.68219°V |
| Kakisa River                | 61°04′08″N 117°10′04″V / 61.06888°N 117.16782°V |
| Horn River                  | 61°28′37″N 118°04′56″V / 61.47689°N 118.08234°V |
| Bouvier River               | 61°13′56″N 119°02′09″V / 61.23230°N 119.03584°V |
| Redknife River              | 61°13′28″N 119°22′08″V / 61.22446°N 119.36891°V |
| Trout River                 | 61°18′15″N 119°50′40″V / 61.30423°N 119.84453°V |
| Jean Marie River            | 61°31′58″N 120°38′05″V / 61.53288°N 120.63469°V |
| Spence River                | 61°34′48″N 120°40′24″V / 61.58009°N 120.67331°V |
| Rabbitskin River            | 61°46′56″N 120°41′51″V / 61.78209°N 120.69758°V |
| Liard River                 | 61°51′01″N 121°18′07″V / 61.85037°N 121.30185°V |
| Harris River                | 61°52′22″N 121°19′33″V / 61.87277°N 121.32580°V |
| Martin River                | 61°55′35″N 121°34′41″V / 61.92633°N 121.57814°V |
| Trail River                 | 62°06′00″N 122°11′34″V / 62.10005°N 122.19286°V |
| North Nahanni River         | 62°14′44″N 123°19′43″V / 62.24562°N 123.32874°V |
| Root River                  | 62°26′13″N 123°18′37″V / 62.43685°N 123.31020°V |
| Willowlake River            | 62°41′55″N 123°06′53″V / 62.69863°N 123.1148°V  |
| River Between Two Mountains | 62°56′12″N 123°12′39″V / 62.93655°N 123.21081°V |
| Wrigley River               | 63°14′39″N 123°35′13″V / 63.24410°N 123.58691°V |
| Ochre River                 | 63°28′05″N 123°41′23″V / 63.46801°N 123.68962°V |
| Johnson River               | 63°42′53″N 123°54′45″V / 63.71486°N 123.91245°V |
| Blackwater River            | 63°56′38″N 124°10′19″V / 63.94386°N 124.17194°V |
| Dahadinni River             | 63°59′05″N 124°22′26″V / 63.98472°N 124.37399°V |
| Saline River                | 64°17′39″N 124°29′58″V / 64.29422°N 124.49947°V |
| Redstone River              | 64°17′13″N 124°33′18″V / 64.28701°N 124.55492°V |
| Keele River                 | 64°25′00″N 124°48′00″V / 64.41662°N 124.80005°V |
| Great Bear River            | 64°54′24″N 125°36′01″V / 64.90671°N 125.60034°V |
| Little Bear River           | 64°54′57″N 125°54′16″V / 64.91581°N 125.90435°V |
| Carcajou River              | 65°37′28″N 128°43′01″V / 65.62446°N 128.71682°V |
| Mountain River              | 65°40′27″N 128°50′19″V / 65.67409°N 128.83856°V |
| Donnelly River              | 65°49′34″N 128°50′55″V / 65.82613°N 128.84869°V |
| Tsintu River                | 66°07′55″N 129°02′28″V / 66.13182°N 129.04099°V |
| Hare Indian River           | 66°17′38″N 128°37′26″V / 66.29391°N 128.62381°V |
| Loon River                  | 66°28′11″N 128°58′15″V / 66.46969°N 128.97091°V |
| Tieda River                 | 66°37′44″N 129°19′34″V / 66.62877°N 129.32616°V |
| Gillis River                | 66°43′45″N 129°47′26″V / 66.72907°N 129.79042°V |
| Gossage River               | 66°59′33″N 130°16′02″V / 66.99237°N 130.26712°V |
| Thunder River               | 67°28′41″N 130°54′24″V / 67.47803°N 130.90673°V |
| Tree River                  | 67°15′11″N 132°34′13″V / 67.25315°N 132.57030°V |
| Rabbit Hay River            | 67°13′29″N 132°45′40″V / 67.22483°N 132.76102°V |
| Arctic Red River            | 67°26′49″N 133°44′51″V / 67.44700°N 133.74743°V |
| Peel River                  | 67°41′48″N 134°31′52″V / 67.69665°N 134.53102°V |
| Rengleng River              | 67°48′17″N 134°04′17″V / 67.80485°N 134.07145°V |